# Stoneboro
Stoneboro est un borough situé au nord-est de la partie centrale du comté de Mercer, en Pennsylvanie, aux États-Unis,. En 2010, il comptait une population de 1 051 habitants, estimée au 1er juillet 2020 à 4 276 habitants. Le borough est incorporé le 25 août 1866.

## Démographie
Lors du recensement de 2010, le borough comptait une population de 1 051 habitants. Elle est estimée, en 2020, à 1 023 habitants.

### Source de la traduction
- (en) Cet article est partiellement ou en totalité issu de l’article de Wikipédia en anglais intitulé « Stoneboro, Pennsylvania » (voir la liste des auteurs).